# Hungry Tree
Hungry Tree (tạm dịch: Cây đói) là một cái cây nằm trong khuôn viên Đại học King's Inns ở Dublin, Cộng hòa Ireland. Thuộc loại cây Platanus × acerifolia, nó được biết đến khi "ăn" một phần băng ghế công viên gần đó. Cây đã trở thành một điểm thu hút khách du lịch và thường xuyên được chụp lại ảnh. Hungry Tree cũng là chủ đề của một chiến dịch tổ chức bởi chính trị gia Đảng Xanh Ciarán Cuffe nhằm đảm bảo việc bảo tồn cây.

## Mô tả

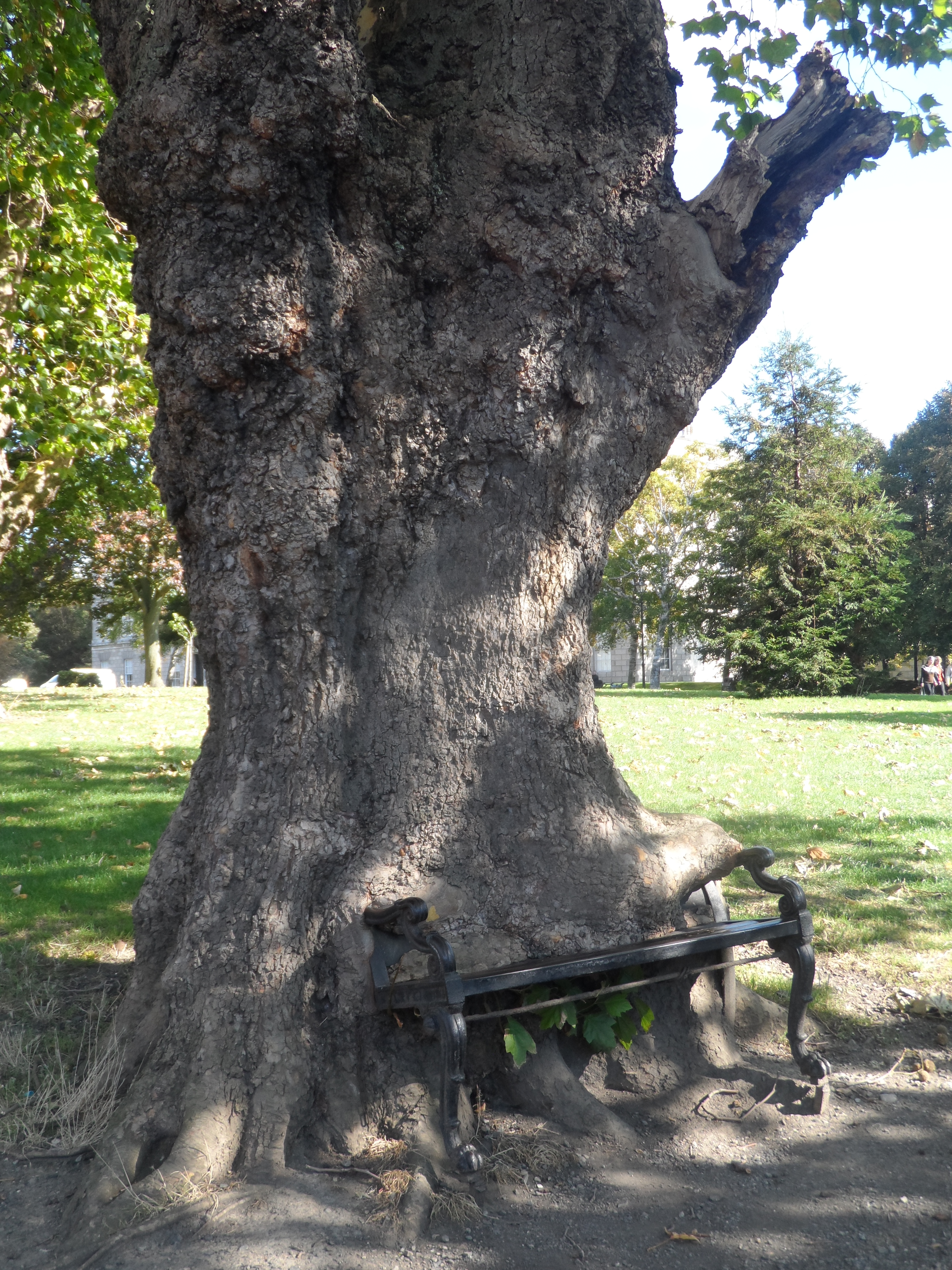
Hungry Tree vào năm 2018.

Cây nằm ngay bên trong cổng phía nam của khuôn viên Đại học King's Inns trên Đồi Hiến pháp ở Dublin. Hungry Tree thuộc loại cây Platanus × hispanica và từng được trồng rộng rãi ở Dublin vào thế kỷ 19. Nó được ước tính có tuổi đời từ 80 đến 120 năm tuổi. Cái cây, được mô tả như một mẫu vật "có vẻ ngoài tầm thường", cao 21 mét (69 ft) và chu vi 3,47 mét (11,4 ft).
Cây được trồng ngay cạnh một băng ghế bằng gang có niên đại từ đầu những năm 1800. Qua nhiều thập kỷ, cây đã phát triển đủ để che bóng cái ghế. Cây được cho là "ăn" băng ghế theo chính tên gọi của nó. Các khu vực của King's Inns mở cửa cho công chúng từ 7 giờ sáng đến 7 giờ 30 phút tối hàng ngày và cây đã trở thành một điểm thu hút khách du lịch. Cây cũng xuất hiện trong nhiều bức ảnh chụp và là ảnh bìa của cuốn sách hướng dẫn du lịch Secret Dublin – an unusual guide và cuốn sách năm 1981 của nghệ sĩ Robert Ballagh Dublin.

## Chiến dịch bảo tồn
Cây đã được liệt kê vào một trong những "Cây Di sản" của đất nước bởi Hội đồng Cây Ireland. Lý do cho việc này là vì giá trị của cây như một sự độc đáo và điểm thu hút khách du lịch hơn là tuổi tác hay sự quý hiếm của nó.
Nghị viên Ciarán Cuffe thuộc Đảng Xanh đã tổ chức một chiến dịch vào năm 2017 để Ủy ban Khu vực Trung tâm Dublin cấp cho cây một phiên bản của lệnh bảo tồn cây của Vương quốc Anh (Tree preservation order; TPO). Cuffe nói rằng Hungry Tree và những cây lân cận khác "là một phần lịch sử thú vị của khu vực nội thành phía Bắc. Một chút giống như Blessington Street Basin, nó là một viên ngọc ẩn. Tôi yêu cái cây và tôi ghét khi để đánh mất nó... Những hàng cây này đã chứng kiến sự đổi thay của lịch sử và do tuổi cao càng đáng quý hơn". Dù vậy, đơn xin TPO đã bị từ chối vì người ta cho rằng cái cây nằm trong phần khuôn viên của các công trình khác và vì vậy nó nằm dưới sự bảo hộ của những công trình này. Đã có những ý kiến cân nhắc về việc liệt băng ghế như là một công trình cần được bảo tồn, tuy nhiên điều này đã nhận phải sự phản đối vì có thể dẫn đến đòi hỏi hội đồng phải phá huỷ cây để bảo vệ băng ghế.